# Lepeophtheirus salmonis
|  | Dieser Artikel wurde aufgrund von formalen oder inhaltlichen Mängeln in der Qualitätssicherung Biologie im Abschnitt „Krebstiere“ zur Verbesserung eingetragen. Dies geschieht, um die Qualität der Biologie-Artikel auf ein akzeptables Niveau zu bringen. Bitte hilf mit, diesen Artikel zu verbessern! Artikel, die nicht signifikant verbessert werden, können gegebenenfalls gelöscht werden. Lies dazu auch die näheren Informationen in den Mindestanforderungen an Biologie-Artikel. Begründung: Vollprogramm. Belege fehlen, kaum Informationen enthalten, richtige Taxobox fehlt. |

Die Lachslaus (Lepeophtheirus salmonis) ist ein parasitischer Kopepode, der hauptsächlich auf Lachsen lebt. Er befällt sowohl Pazifik- als auch Atlantiklachsarten sowie Meerforellen. Die Lachslaus ernährt sich von Schleim, Haut und Blut der Fische.
Lachsläuse sind Ektoparasiten und stellen keine Gefahr für den Menschen dar. Sie sind in den Ozeanen des Pazifiks und des Atlantiks verbreitet und befallen verschiedene Lachsarten wie den Pinklachs, Atlantiklachs und Hundslachs.

## Lebenszyklus
Der Lebenszyklus der Lachslaus umfasst mehrere Stadien, darunter Ei, Nauplius, Copepodit und adulte Stadien. Die Larvenstadien sind frei schwimmend, während die adulten Läuse sich an den Wirt anheften und sich von ihm ernähren.

## Auswirkungen auf die Fischwirtschaft
Lachsläuse können erhebliche wirtschaftliche Schäden in der Aquakultur verursachen, da sie die Gesundheit der Fische beeinträchtigen und deren Wachstum verlangsamen. Verschiedene Methoden zur Bekämpfung von Lachsläusen werden eingesetzt, darunter chemische Behandlungen und biologische Kontrollmaßnahmen.

## Verbreitung
Lachsläuse sind sowohl im Pazifik als auch im Atlantik verbreitet und befallen verschiedene Lachsarten. Sie können auch auf anderen Meeresfischen gefunden werden, sind jedoch hauptsächlich auf Lachsen zu finden.